# Texas Flood
Texas Flood es un álbum de blues eléctrico realizado por el guitarrista de blues Stevie Ray Vaughan y su banda Double Trouble publicado en 1983. Más popular que cualquier álbum de blues en casi veinte años, Texas Flood "fue un sorprendente éxito de Vaughan, que había trabajado en la oscuridad durante años". El álbum fue grabado en sólo tres días, en el estudio de grabación personal de Jackson Browne's, en 1982, ya que la banda había estado tocando en muchos sets en vivo de antemano.
En el Billboard Music Charts de Norteamérica, Texas Flood alcanzó el lugar # 64 y # 38 en el Billboard 200 y en el Pop Albums charts, respectivamente. El sencillo "Pride and Joy" alcanzó el lugar # 20 en el chart Mainstream Rock. El álbum fue nominado para el Grammy en 1983 por "Mejor Grabación de Blues" junto con "Rude Mood", que fue nominado a "Mejor Interpretación Instrumental Blues".
El álbum fue lanzado en su totalidad como contenido descargable para la música del videojuego Rock Band en marzo de 2009.

## Lista de canciones
| N.º | Título                                           | Duración |  |
| 1.  | «Love Struck Baby» (Stevie Ray Vaughan)          | 2:19     |  |
| 2.  | «Pride and Joy» (Vaughan)                        | 3:39     |  |
| 3.  | «Texas Flood» (Larry Davis / Joseph Wade Scott)  | 5:21     |  |
| 4.  | «Tell me» (Chester Artur Burnett / Howlin' Wolf) | 2:48     |  |
| 5.  | «Testify» (Isley Brothers)                       | 3:20     |  |
| 6.  | «Rude Mood» (Vaughan)                            | 4:36     |  |
| 7.  | «Mary Had a Little Lamb» (Buddy Guy)             | 2:46     |  |
| 8.  | «Dirty Pool» (Doyle Bramhall, Vaughan)           | 4:58     |  |
| 9.  | «I'm Cryin» (Vaughan)                            | 3:41     |  |
| 10. | «Lenny» (Vaughan)                                | 5:00     |  |

## Personal

### Músicos
- Stevie Ray Vaughan - guitarra eléctrica y voz
- Chris Layton - batería
- Tommy Shannon - bajo

### Producción
- Danny Kadar - Mezcla
- Ken Robertson - Masterización
- Vic Anesini - Masterización
- John Hammond, Sr. - Productor, Productor Ejecutivo
- Lincoln Clapp - Ingeniero, Mezclador
- Double Trouble - Productor
- James Geddes - Ingeniero, Asistente de Ingeniería, Asistente
- Mike Harris - Asistente de Producción
- Richard Mullen - Productor, Ingeniero
- Stevie Ray Vaughan - Productor
- Don Wershba - Mezclador, Asistente de Mezcla, Asistente
- Harry Spiridakis - Asistente de Mezcla, Asistente
- Andy Schwartz - Director de Editorial
- John Berg - Trabajo de Arte, Director de Arte
- Allen Weinberg - Trabajador de Arte, Dirección de Arte
- Josh Cheuse - Trabajador de Arte
- Don Hunstein - Fotografía
- Darcy Proper - Editor de Diálogo
- Timothy White - Productor
- Tony Martell - Productor Ejecutivo
- Bob Irwin - Productor de Reedición
- Matthew Kelly - Asistente de Investigación
- Al Quaglieri - Asistente de Investigación
- Michael Ventura - Notas